# Danafungia
Danafungia es un género de corales que pertenece a la familia Fungiidae, orden Scleractinia. 
Su esqueleto es macizo y está compuesto de carbonato cálcico. Tras la muerte del coral, su esqueleto contribuye a la generación de nuevos arrecifes en la naturaleza, debido a que la acción del CO2 convierte muy lentamente su esqueleto en bicarbonato cálcico, sustancia ésta asimilable directamente por las colonias coralinas.
Hasta 1989, sus especies estaban incluidas en el género Fungia, pero un estudio de Hoeksema, B.W. agrupó las especies de Fungia en varios géneros nuevos. El Registro Mundial de Especies Marinas ha actualizado su taxonomía, no obstante, ni el Sistema Integrado de Información Taxonómica (ITIS), ni la Lista Roja de Especies Amenazadas las han actualizado.

## Especies
El Registro Mundial de Especies Marinas reconoce las siguientes especies, valorando la UICN su estado de conservación:
- Danafungia horrida (Dana, 1846) Estado: Preocupación menor
- Danafungia scruposa (Klunzinger, 1879) Estado: Preocupación menor

## Morfología
Los corales Danafungia son pólipos solitarios libres, que, cuando alcanzan la madurez, pueden desplazarse unos 30 cm diarios. Durante su juventud están anclados a rocas mediante una especie de tallo que se romperá, dejando libre de movimientos al coral. Secretan un esqueleto en forma oval o discoidal, de cuyo centro parten radialmente los septa hacia el perímetro. Los septa tienen denticiones angulares irregulares, los costae de los ciclos bajos están más ornamentados que los de los ciclos más altos, y tienen grandes espinas. El muro del esqueleto está granulado, y puede ser perforado o sólido. Alcanzan los 38 cm de diámetro.
Tienen la habilidad tanto de quitarse sedimentos o restos de su superficie, como de recobrar su posición en caso de que hayan sido dados la vuelta; lo consiguen hinchándose de agua como una bola y aprovechando las corrientes.
La boca del animal se encuentra en el centro y los tentáculos son pequeños y presentan unas células urticantes denominadas nematocistos, empleadas en la caza de presas de plancton. Durante el día suelen tener retraídos los tentáculos, extendiéndolos por la noche para cazar.
La gama de colores abarca el marrón, verde, violáceo, gris o azul.

## Galería

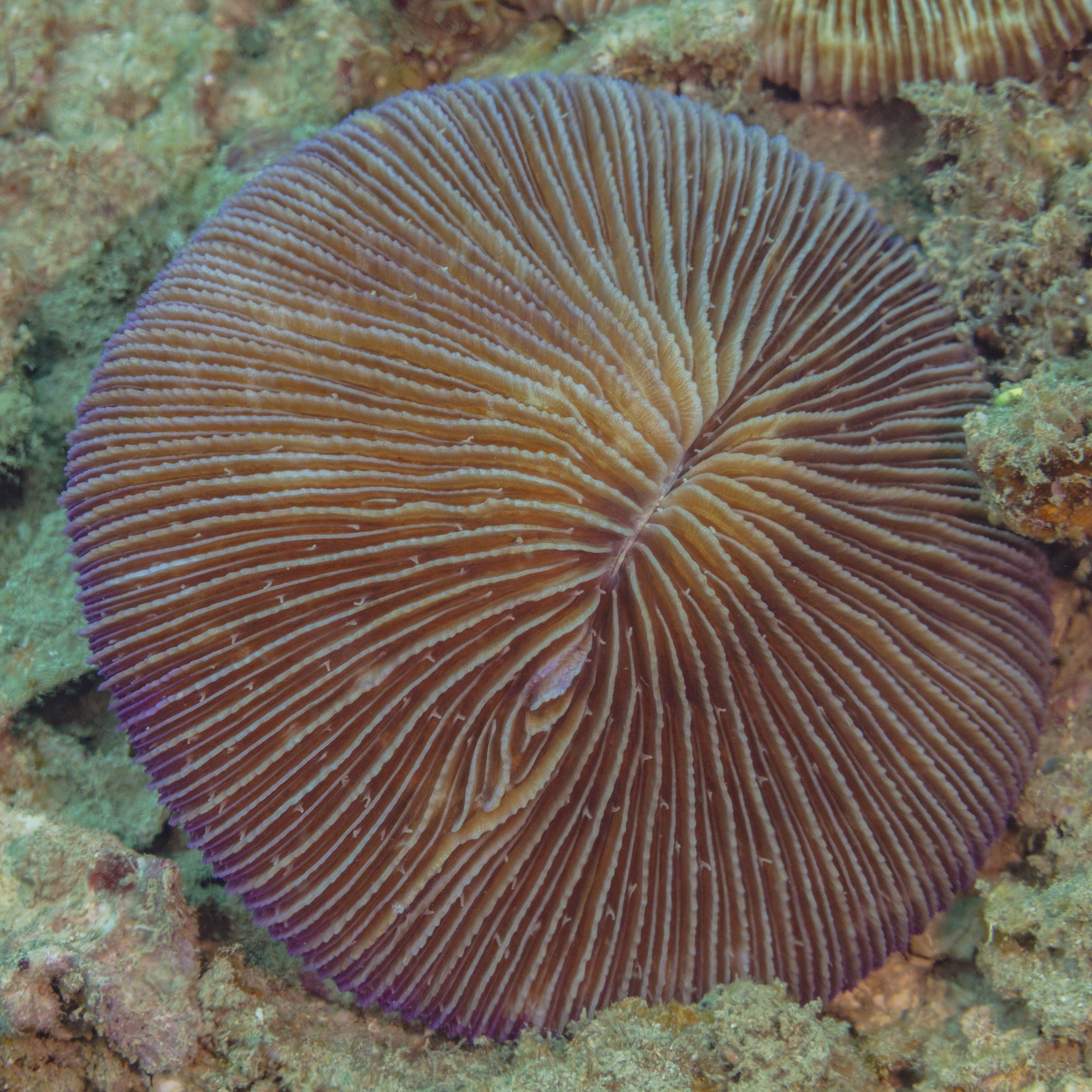
D. horrida, pólipo retraído dejando ver sus septa
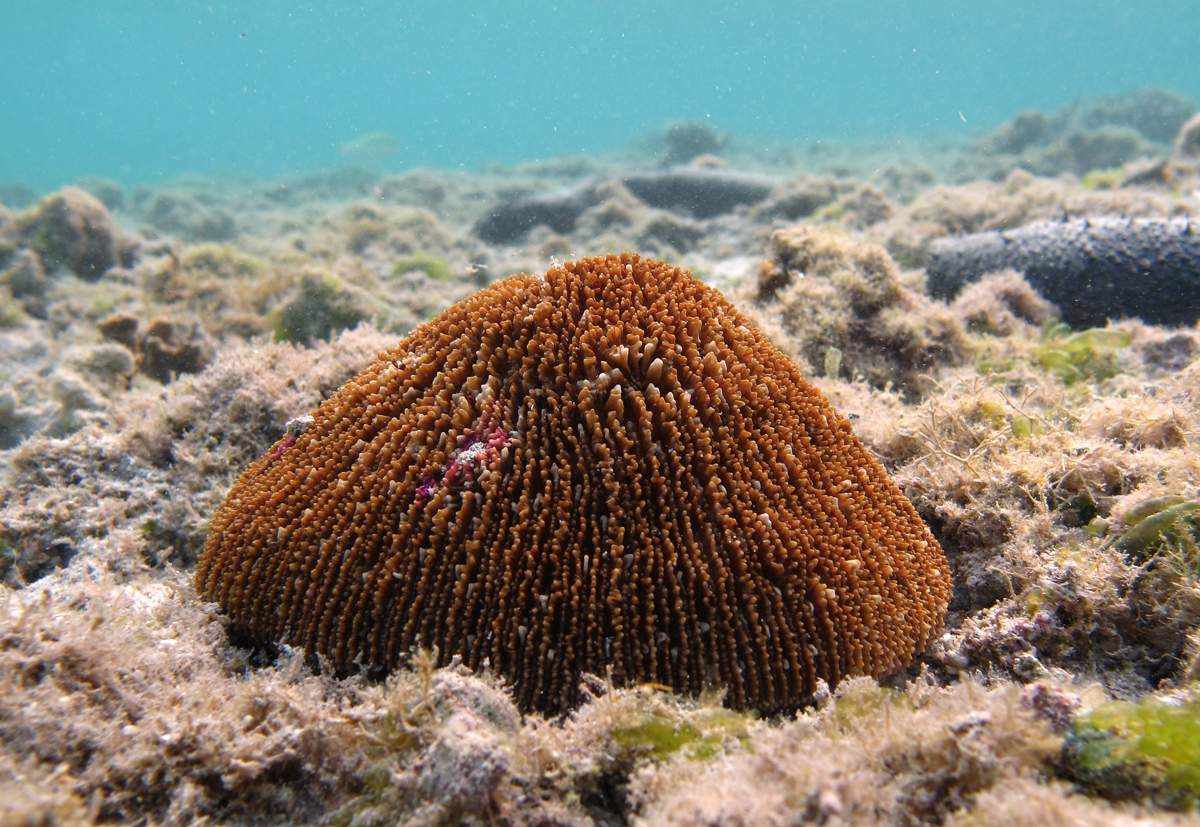
D. horrida en Reunión
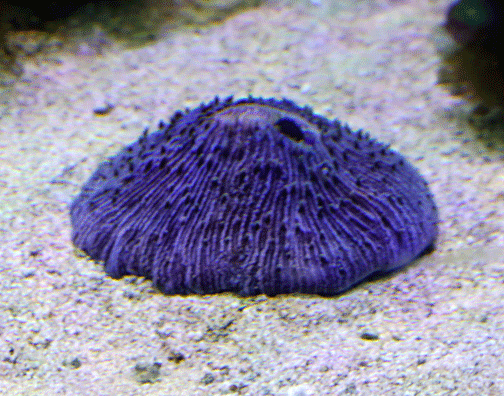
D. horrida en Samoa Americana
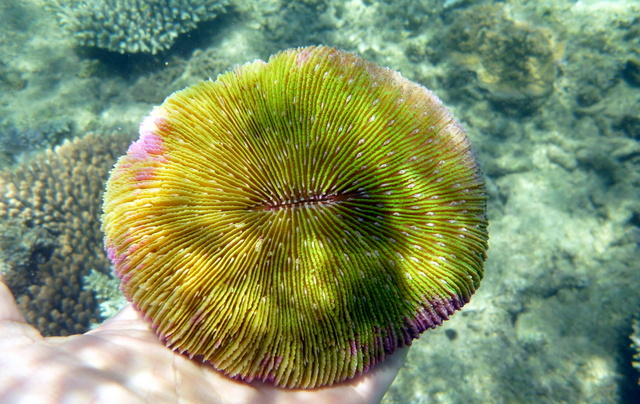
D. scruposa, isla Russell, Australia
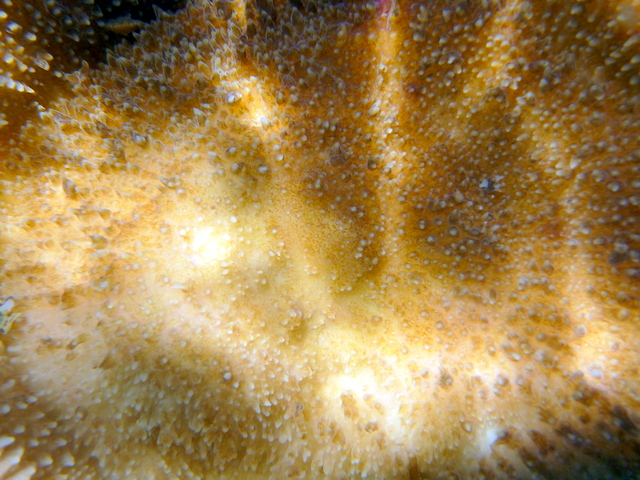
D. scruposa, revés del coralum
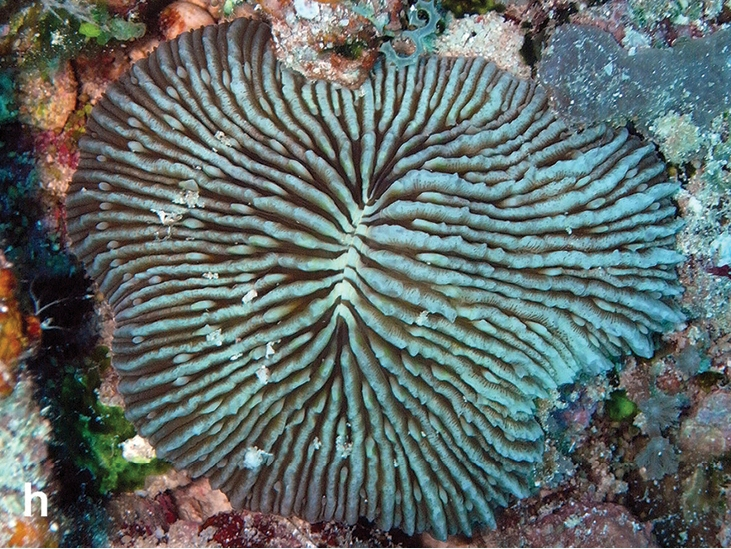
D. scruposa en Pulau Layang-Layang, islas Spratly

## Hábitat  y distribución
Viven en arrecifes localizados en los mares tropicales (a una latitud situada entre 30ºN y 20ºS) en zonas poco profundas, de 1 a 27 m, bien iluminadas y cercanas a las costas. Mayoritariamente se encuentran en fondos rocosos de laderas y en sustratos arenosos del arrecife, entre lagunas y zonas protegidas de fuertes corrientes . 
Sus especies son comunes, y están ampliamente distribuidas por el océano Indo-Pacífico, desde las costas del África oriental, incluido el mar Rojo, y por todo el Indo-Pacífico tropical, hasta la Polinesia Francesa.

## Alimentación
Contienen algas simbióticas llamadas zooxantelas. Las algas realizan la fotosíntesis produciendo oxígeno y azúcares, que son aprovechados por los pólipos, y se alimentan de los catabolitos del coral (especialmente fósforo y nitrógeno). Esto les proporciona entre el 70 y el 95% de sus necesidades alimenticias. El resto lo obtienen atrapando plancton y materia orgánica disuelta en el agua.

## Reproducción
Se reproducen asexualmente mediante gemación y sexualmente lanzando al exterior sus células sexuales. En este tipo de reproducción, la mayoría de los corales liberan óvulos y espermatozoides al agua, siendo por tanto la fecundación externa.  Los huevos una vez en el exterior, permanecen a la deriva arrastrados por las corrientes varios días, más tarde se forma una larva plánula que cae al fondo, se adhiere a él y comienza su vida sésil, secretando carbonato cálcico para conformar un esqueleto, o coralito.